# Sealevel (Carolina del Norte)
Sealevel es un área no incorporada ubicada del condado de Carteret en el estado estadounidense de Carolina del Norte.
Se basa en las orillas del Core Sound y tiene una población de aproximadamente 450. Se encuentra en lo que se sabe que los primeros pobladores como Hunting Quarters.